# Zelentia pustulata
Zelentia pustulata is een slakkensoort uit de familie van de Trinchesiidae. De wetenschappelijke naam van de soort werd in 1854 voor het eerst geldig gepubliceerd door Alder & Hancock.

## Beschrijving
De cerata in deze zeenaaktslak zijn lang en dun en geven een ruig uiterlijk. De spijsverteringsklier is normaal gesproken heldergeel gekleurd, hoewel dit bij uitgehongerde dieren vervaagt tot dof bruin. Er zijn witte pigmentvlekken verspreid over de oppervlakken van de cerata en de rinoforen hebben witte uiteinden. De staart is lang, dun en transparant, maar kan vaak beschadigd zijn. Groeit tot ongeveer 18 mm lang.
Deze soort voedt zich met de hydroïdpoliep Halecium muricatum, die een gele hoofdstam heeft. Deze hydroïdpoliep is lokaal in zijn verspreiding en komt voor in verspreide blootgestelde plaatsen in zuidwest-Brittannië, west Ierland en Schotland. Het lijkt gebruikelijker te zijn in het noorden van de Britse Eilanden, en de verspreiding van Z. pustulata weerspiegelt dit. De eisnoer is een ingewikkelde spiraal die om het hydroïdpoliep-voedsel is gewikkeld.

## Verspreiding
Zelentia pustulata is een noordelijke soort die zo ver naar het zuiden wordt gevonden als Lundy en Skomer Island in het Kanaal van Bristol, waar hij vaak voorkomt, en is geregistreerd vanaf het Engelse Kanaal.